# Olarii Vechi, Prahova
Olarii Vechi (în trecut, Ciumați) este un sat în comuna Olari din județul Prahova, Muntenia, România.
La sfârșitul secolului al XIX-lea, în 1892, satul avea 255 de locuitori și era reședința comunei ce făcea parte din plasa Câmpu, denumită pe atunci tot Ciumați. Comuna a fost desființată în 1968, pentru a fi reînființată în 2004, cu reședința la Olari și cu acest nume.